# Lystbådehavn
 "Marina" omdirigeres hertil. For andre betydninger af Marina, se Marina (flertydig).
En lystbådehavn eller en marina er en havn forbeholdt mindre både og yachter.
Ofte indeholder lystbådehavnen en række faciliteter i form af et klubhus med toilet og bad, kiosk, drivmiddelsalg samt mulighed for tømning af septiktanke. For medlemmerne tilbydes også sommer- og vinteropbevaring af både, ligesom der er mulighed for forårsklargøring af bådene på land.
Danmarks største lystbådehavn er Svanemøllehavnen i det nordligste København, der har plads til 1.170 både. 140 af de danske lystbådehavne er medlem af Foreningen af Lystbådehavne i Danmark.